# Rimiau
Un rimiau est un poème ou un conte rimé en langue angevine.

## Présentation générale
Le célèbre écrivain de langue angevine, Émile Joulain disait que les rimiaux se lisent avec les oreilles, c’est-à-dire à voix haute. 
Les rimiaux d'Anjou sont des "raconteries", des "rabâteries", des "rigourdaines" du folklore angevin.
Cette littérature populaire est profondément ancrée dans la mémoire collective des Angevins. 
Ce genre littéraire a donné une abondante littérature régionale ainsi que de nombreux spectacles et représentations publiques.
Les rimiaux ont débordé sur les départements voisins du Maine-et-Loire, en s'appropriant les parles locaux proches de l'angevin, tel que le patois tourangeau du côté de Chinon (proche de l'Anjou) ainsi qu'en Loire-Atlantique avec le parler gallo.
La tradition angevine des Naulets voulant dire à la fois "petit Noël" et "Nau" = Noël en langue angevine, perpétue également ce patrimoine culturel.

## Écrivains et poètes du parler angevin
- Pierre Anjou, (pseudonyme de R. Cailler)
- André Bruel,
- Antoine Charles, (pseudonyme de André Allory)
- Jules Bellard, (dit l'Pèr' Jules)
- Charles Duloir, (pseudonyme de Maurice Murzeau)
- Emile Joulain, (dit L'Gars Mile)
- Henri Jubeau, (dit Fourchafoin)
- Félix Landreau,
- Marc Leclerc,
- Marie Bondu, (dit Mamée Marie)
- Yvon Péan, (dit Guérin Defontaine)
- Louis Robineau.

## Rimiaux voisins
- Histouères et rimiaux de Touraine, Maurice Davau, Les éditions CLD ;  03/1992.
- Les Rimiaux de Guéméné : Une suite de petites histoires écrites en gallo et en alexandrins dans les années 1930, par l'abbé Chesnais, originaire de Guémené (Loire-Atlantique).

## Ouvrages généraux sur la langue angevine
- Rimiaux d'anhuit : rimiaux des uns, rimiaux des aut'es, par les poètes du terroir angevin, Émile Joulain, Charles Duloir, Guérin Defontaine... ; Publié par l'Association des amis du folklore et des parlers d'Anjou. Angers 2005 (21 rue Haute-de-Reculée, 49100 )
- Pierre Anjou et Marc Leclerc, "Rimiaux d'hier et d'aujourd'hui". Illustrations de H. Grand'Aigle.  Angers, Édit. J. Petit , 1944.
- Yavard, "Mots et expression du patois d'Anjou" éditions Du Petit Pave;  broché ;  10/1999
- Landreau Felix, Coutumes, légendes et rimiaux des Pays d'Anjou Éditions Paquereau, 1993.
- Collectif : Mots et expressions des patois d'Anjou. Petit dictionnaire. Éd. du Petit Pavé 1999

## Voir également
- Le parler angevin

## Liens
- http://patois.chez-alice.fr/poetes.htm
- http://themasq49.free.fr/index_fichiers/ecouter_le_morceau.htm
- http://www.aubance.net/Yvon-Pean,-poete-paysan_a548.html